# Parti de Voïvodine

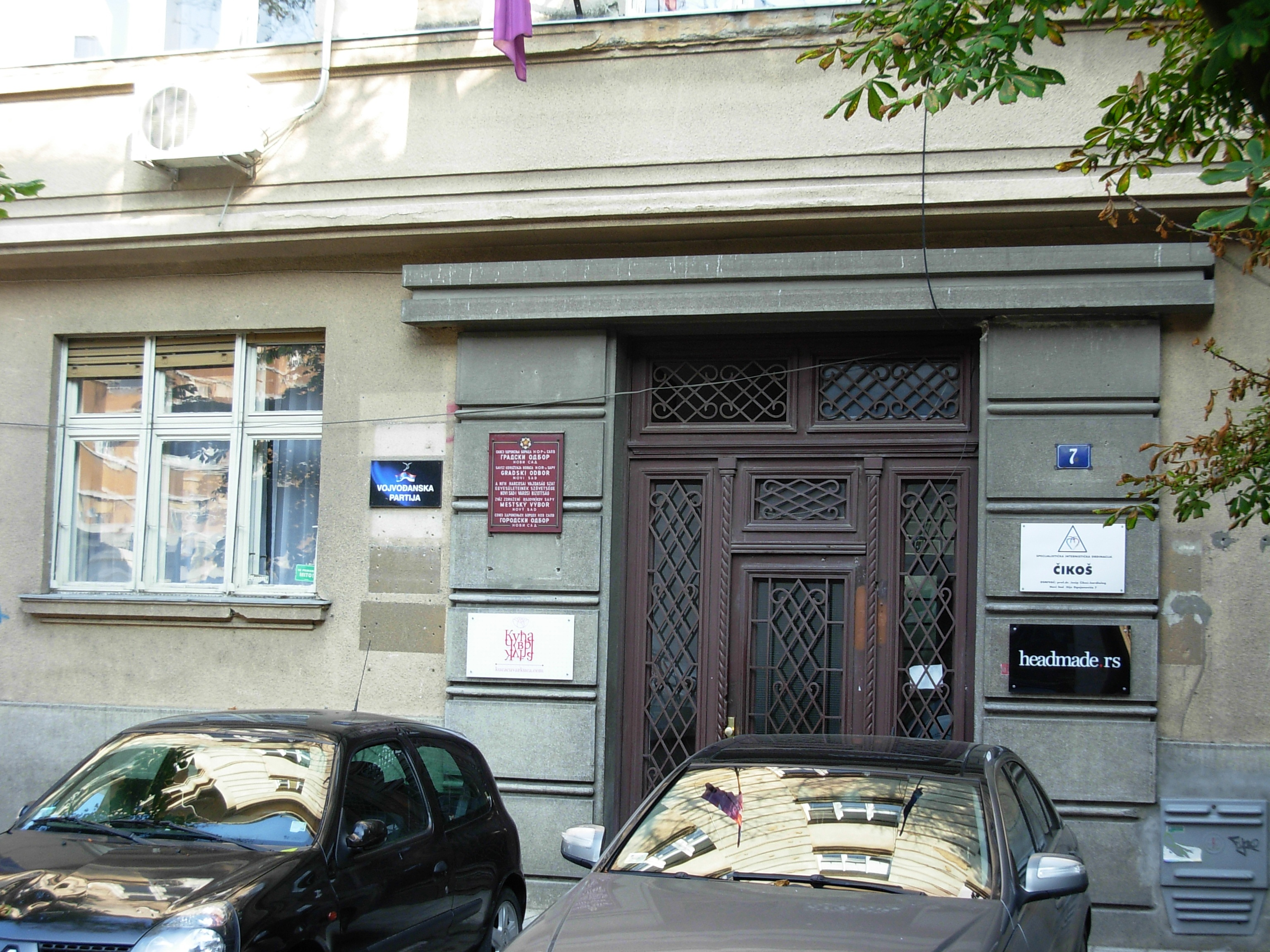
Siège du parti de Voïvodine à Novi Sad

Le Parti de Voïvodine (en serbe : Војвођанска Партија et Vojvođanska Partija) est un parti politique serbe de la province autonome de Voïvodine. Il a été créé en 2005 et il est présidé par Igor Kurjački.
Au premier tour de l'élection présidentielle serbe de 2008, le Parti de Voïvodine a soutenu Čedomir Jovanović, candidat du Parti libéral démocrate. Au second tour, il a soutenu le président sortant Boris Tadić.